# Rokitno (rejon jaworowski)
Rokitno (ukr. Рокитне) – wieś na Ukrainie, w rejonie jaworowskim obwodu lwowskiego.

## Historia
Dawniej wieś w powiecie gródeckim.